# Шундили
Шундили — покинутый аул в Итум-Калинском районе Чеченской Республики.

## География
Расположен на правом берегу реки Хахичу, к юго-западу от районного центра Итум-Кали.
Ближайшие развалины бывших аулов: на севере бывший аул Хорци Пада, на северо-востоке — бывшие аулы Пеж-Басхой и Целахой на северо-западе — бывший аул и Басхой, на юго-востоке — бывший аул Корхой, на востоке — бывший аул Пэрой и Люнки, на юго-западе — бывший аул Хахичу.

## История
Аул Шундили был ликвидирован в 1944 году во время депортации чеченцев. После восстановления Чечено-Ингушской АССР в 1956 году людям было запрещено селиться в данном районе.